# Teofilina

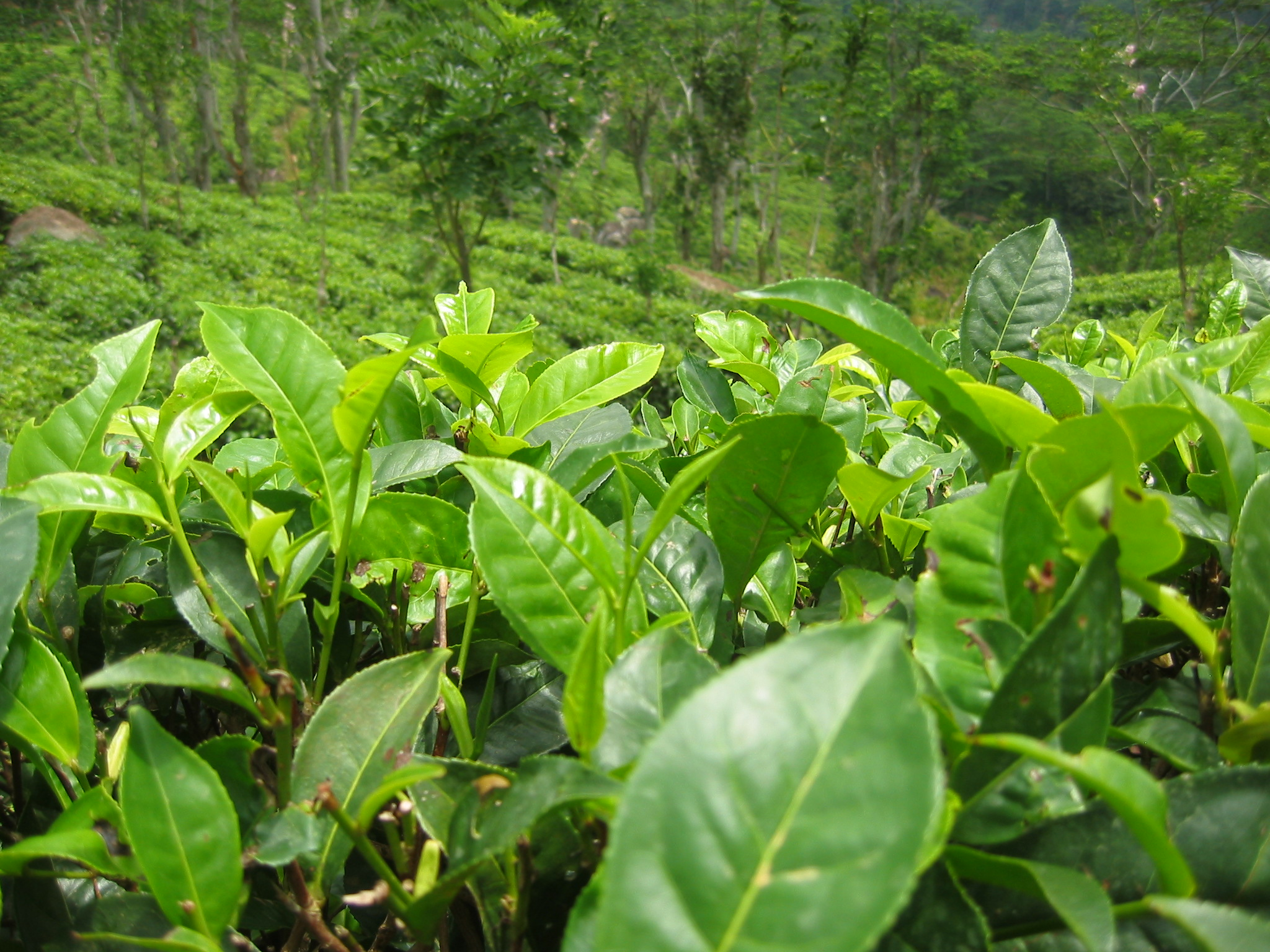
Arbusto do Chá, cujas folhas são ricas em teofilina

A Teofilina é uma dimetilxantina relacionada com a cafeína, que está presente no cacau e no chá. É também um fármaco do grupo dos antiasmáticos.

## Usos clínicos
- Asma.[5]
- DPOC doença pulmonar obstrutiva crónica.[5]
- Estimulante do sistema nervoso central (preparados contra constipação/resfriado)
- Broncodilatador

## Mecanismo de acção

Molécula de Teofilina

Os seus efeitos são devidos à inibição da fosfodiesterase com aumento dos mediadores celulares cAMP e cGMP. Antagonistas dos receptores do neurotransmissor depressor adenina no cérebro.

## Efeitos
Os seus efeitos podem ser benéficos ou adversos de acordo com o objectivo terapêutico ou do consumidor.
- Gastrointestinais: estimulam a secreção de ácido e enzimas pelo estômago. Diarréia, vômitos, náuseas.
- Renais: são diuréticos fracos.
- Cardíacos: estimulam a contração, aumentam a taxa de batimentos. Em doses altas pode causar arritmias
- Cerebrais: estimulação do córtex, aumento da vigília, menos fadiga. Ansiedade e tremores. Em doses altas, convulsões.
- Musculares: relaxam o músculo liso dos brônquios; são estimulantes das contrações do músculo esquelético e cardíaco.
- Pulmonares: são broncodilatadores, facilitam a respiração ao estimularem o diafragma, inibem a liberação de histamina.

## Interações
Hábitos tabágicos diminuem o nível de teofilina sistémica:
- Antibióticos (macrólidos e quinolonas)
- Antifúngicos (fluconazol e cetoconazol)
- Antivírais (ritonavir)
- Antidepressivos (fluvoxamina)
- Bloqueadores dos canais de cálcio (diltiazem, verapamil)
- Antiulcerosos (cimetidina)
- Analgésicos (rofecoxib)
- Antiepilépticos (carbamazepina, fenobarbital, fenitoína e primidona)
- Contraceptivos orais
- Ticlopidina
- zafirlucaste
- dissulfiram

## Compostos semelhantes
- Cafeína: chá, café, chocolate.
- Teobromina: outra dimetil xantina, encontrada no chocolate.

## Cuidados
A margem entre a dose terapêutica e dose tóxica é muito estreita, sendo necessário a monitorização terapêutica dos níveis séricos. (entre 10 a 20 microgramas/ml).